# Nathaniel Bagshaw Ward
Nathaniel Bagshaw Ward (St-Leonard Sussex, 1791 – Sussex, 4 giugno 1868) è stato un botanico britannico che rese popolare una serra per la coltivazione e il trasporto di piante che fu chiamata la cassa di Ward.

## Biografia
Figlio del medico Stephen Smith Ward. Già da bambino collezionava insetti e piante ed era particolarmente interessato alle felci. Da adulto ha continuato a lavorare nel campo della botanica in aggiunta alle sue attività mediche.
Ward si è qualificato come membro del Royal College of Surgeons di Londra nel 1814. Nel 1817 Ward divenne membro della Linnean Society di Londra.
Nell'estate del 1829 sperimentò per la prima volta un vaso pieno di terra, che chiuse con un coperchio di vetro. Trovò che l'umidità di evaporazione che saliva dalla terra si depositava sul coperchio e gocciolava di nuovo verso il basso. Dopo circa una settimana, i primi semi della pianta germogliavano a un livello di umidità costante, quindi anche gli amanti delle piante tropicali in altri climi potevano creare una giungla in miniatura in contenitori di vetro chiusi. Nel 1833 Ward inviò due scatole di vetro appositamente realizzate con felci ed erbe durante un viaggio per mare dall'Inghilterra all'Australia e ritorno, che all'epoca richiedeva ancora diversi mesi. Anche se le piante non sono mai state innaffiate, non hanno mostrato segni di deterioramento anche dopo più di un anno. Ward ha poi reso pubblica la sua invenzione e i collezionisti di piante esotiche sono stati da quel momento in grado di trasportare con successo non solo semi ma anche piante viventi su lunghe distanze in queste serre in miniatura.

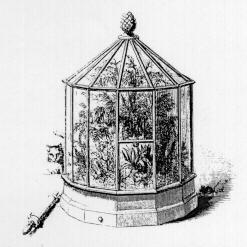
Cassa di Ward